# 藤田香澄
藤田 香澄（ふじた かすみ、1993年〈平成5年〉5月30日- ）は、日本のグラビアモデル、タレント、レースクイーンである。神奈川県出身。イー・スマイル所属。愛称は「かすみん」。

## 略歴
2012年、声優ガールズロックバンド『HoneysComin'』（ハニーズカミン）のドラマーとして加入（当時の芸名は「原元香澄」）。2015年5月27日にはシングル「DEAD PATIENT」をリリースする等順調だったが、2016年9月19日のShibuya eggman公演をもって活動休止となる。
その後イー・スマイルに移籍し現芸名に改名。2017年1月の東京オートサロンで『CAR TRADE』（カートレ）ブースのコンパニオンを務めた後、同年のSUPER GT『WAKO'S GIRLS』に就任しレースクイーンデビューを果たす。同年には西口プロレスのリングガールに当たる『西口向上委員会』にも参加した。
2018年のSUPER GTで『apr HYBRID VICTORIA』の31号車担当RQを務めた後、2019年『ADVICS muta racing fairies』としてSUPER GTとスーパー耐久の2カテゴリーに携わる。同年の鈴鹿8時間耐久ロードレースでは『Duke GAL』を務めた。
2020年のSUPER GTでは、沙倉しずか・小川舞と共にJLOC DEA CORSAのレースクイーンを担当したが、コロナ禍の影響でサーキットに赴く回数は少なく、コスチュームのお披露目も第2戦開催日のYouTube配信となった。
2021年は3年ぶりに『apr Victoria』31号車のレースクイーンを担当し、2022年も続投。またジュピラー・プロ・リーグに所属するシント＝トロイデンVVのイメージガールに当たる『シントトロイデンガールズ』のメンバーにも選ばれ、テレビ東京のバラエティ番組『EXITのベルギー行ったらモテるやつ』にも出演した。
2023年はANEST IWATA Racing with Arnageのレースクイーンに当たる『BLUE LINK Amb. S-GT RQ（ブルーリンクアンバサダー）』として活動。先述の沙倉しずかと3年ぶりに共働する。また伊勢崎オートレースのイメージガールに当たる『G☆Smil』（ジー・スマイル）の同年度メンバーオーディションに応募し、ファン投票で2位となったことによりG☆Smil入りを果たしている。
2024年はSUPER GTレースクイーンの仕事から離れ、WITH ME RACINGのアンバサダーに当たる『WITH ME GALS』として活動。同レーシングのチャレンジ女子アナ8期生も務めた。同年12月3日、秋葉原ZESTで行われた『2025 A-class LIVE』にゲスト出演し、2025年度のA-classメンバーのバックでドラム演奏を披露した。 

## 人物
- 元々声優を目指して芸能界に入った理由ではなく、学校の軽音部でドラムを担当していた関係で「声優にドラムを教えるのが大変だから、ドラムが叩ける子に演技を教えた方が良いのでは」と思ってHoneysComin’に加入したという[2]。
- 弟が1人いる。2017年10月18日に渋谷STAR LOUNGEで行われた『ウダガワ文化祭 Vol.3』では、弟（ベース）や友人（ギター）と共に「GO!GO!1556」を組んでGO!GO!7188のコピーを行った[18]。
- 中国語検定4級・漢字検定2級・英語検定3級・声優検定3級を所有している[3]。
- 自宅ではデグーを飼っている[2]。

## 活動

### レースクイーン
| 年     | カテゴリー                    | チーム名                                                  | 他メンバー                                                | 備考     |
| ------ | ----------------------------- | --------------------------------------------------------- | --------------------------------------------------------- | -------- |
| 2017年 | SUPER GT                      | WAKO'S GIRLS （LEXUS TEAM LEMANS WAKO'S）                 | 市川愛                                                    |          |
| 2018年 | SUPER GT                      | apr HYBRID VICTORIA （31号車 GREEN TEC）                  | aym、ひかり                                               |          |
| 2018年 | スーパー耐久                  | CABAleon Colors （54号車 TEAM CORSE）                     | 草加もな                                                  |          |
| 2018年 | スーパーフォーミュラ          | KCMGエンジェルス （carrozzeria Team KCMG）                |                                                           | [ 注 6 ] |
| 2019年 | 2019年のSUPER GT スーパー耐久 | ADVICS muta racing fairies                                | 斎藤みどり（GT・S耐） 藤井マリー（S耐） 浅香ななみ（S耐） | [ 注 7 ] |
| 2019年 | 鈴鹿8時間耐久ロードレース     | Duke GAL （ARMY♥GIRL Team TJC&MF Kawasaki）               |                                                           |          |
| 2020年 | SUPER GT                      | JLOC DEA CORSA （88号車）                                 | 沙倉しずか、小川舞                                        |          |
| 2021年 | SUPER GT                      | apr VICTORIA （31号車）                                   | 香月わかな                                                |          |
| 2022年 | SUPER GT                      | apr Victoria （31号車）                                   | 柳はる、夏川いづみ                                        |          |
| 2023年 | SUPER GT                      | BLUE LINK Amb. S-GT RQ （ANEST IWATA Racing with Arnage） | 沙倉しずか 広瀬咲 鈴付みけ                                |          |

### イメージガール
- ボートレース芦屋「GⅠ全日本王座決定戦」キャンペーンガール（2019年1月15日 - 20日開催）[23]
- シント＝トロイデンVV「シントトロイデンガールズ」（2022年度）[注 3]
- 伊勢崎オートレース「G☆Smil」（2023年度）[14]
- WITH ME RACING「WITH ME GALS」（2024年度）[16]

## 出演

### イベント
- 2017年
  - 東京オートサロン CAR TRADEブース（酒井美樹と共演[6]）
  - CP+ サンディスク&G-Technologyブース（生田ちむと共演[Blog 5]）
  - 東京ゲームショウ KONGZHONGブース[注 8]
  - 東京モーターショー いすゞ自動車ブース[25]
- 2018年 
  - 東京オートサロン AUTOWAYブース[Blog 6]
  - CP+ オリンパスブース[Blog 2]
  - 東京ゲームショウ KONAMIブース[Blog 7]
- 2019年 
  - 東京オートサロン CABANAブース[注 9]
  - 東京ゲームショウ スクウェア・エニックスブース[注 10]
  - 東京モーターショー DAIHATSUブース[28]
- 2020年 
  - 東京オートサロン ADVICSブース[注 11]
- 2023年 
  - 東京オートサロン クリンビューブース[4]
  - 東京モーターサイクルショー ロイヤルエンフィールドブース[30]
  - ニコニコ超会議 超SANYOブースwithアイマリン[31]
  - 東京ゲームショウ ディースリー・パブリッシャーブース[32]
  - ジャパンモビリティショー 豊田自動織機ブース[33]

- 2024年
  - 東京オートサロン　クリンビューブース[34]
  - 東京ゲームショウ　ウエスタンデジタルブース[注 12]
  - 2025 A-class LIVE（12月3日、秋葉原ZEST）[17]

### テレビ
- EXITのベルギー行ったらモテるやつ（テレビ東京・2022年10月 - 2023年9月） - シントトロイデンガールズとして